# Sarah Mitchell
Sarah Ann Mitchell (Gunnedah, 10 de mayo de 1982) es una política australiana, Ministra de Educación y Aprendizaje de la Primera Infancia en el segundo ministerio de Berejiklian desde abril de 2019, y en el ministerio de Perrottet. Ha sido miembro de los Nacionales del Consejo Legislativo de Nueva Gales del Sur desde marzo de 2011.
Se desempeñó anteriormente como Ministra de Educación Infantil, Ministra de Asuntos Aborígenes y Ministra Asistente de Educación desde enero de 2017 hasta marzo de 2019 en el primer ministerio berejikliano.

## Antecedentes e inicios
Nació en Gunnedah y se mudó a Grafton cuando era niña. Regresó a Gunnedah mientras estaba en la escuela secundaria y completó su certificado de escuela superior en la escuela secundaria de Gunnedah en 1999. Se mudó a Sídney en 2001 y estudió política y relaciones internacionales en la Universidad de Nueva Gales del Sur, obteniendo una licenciatura en artes en 2016. Más tarde, regresó a Gunnedah, donde trabajó como funcionaria electoral para el ex vice primer ministro John Anderson. Continuó trabajando para Mark Coulton, el sucesor de Anderson como diputado local, tras la jubilación de Anderson en 2007.

## Carrera política
Más tarde fue elegida presidenta de los Jóvenes Nacionales federales y presidenta de los Jóvenes Nacionales estatales, cargos que ocupó hasta su elección al parlamento. Fue preseleccionada para el undécimo puesto en la candidatura del Consejo Legislativo de la Coalición para las elecciones estatales de 2011 en abril de 2010; aunque normalmente no se puede ganar, el tamaño casi récord de la victoria de la Coalición la vio salir victoriosa por el último escaño en una carrera extremadamente reñida con la independiente de derecha Pauline Hanson. Se casó con Anthony Mitchell en abril de 2011 y tomó el apellido de su esposo; había sido elegida dos semanas antes con su apellido de soltera de Johnston.
Se ha desempeñado en varios comités permanentes y selectos, y actualmente forma parte del Comité Permanente de Propósito General n.º 3. Durante sus primeros años en el Parlamento, presidió el Comité Permanente de Propósito General n.º 4, que llevó a cabo una investigación sobre el cannabis medicinal, lo que resultó en un informe unánime a favor de la provisión de cannabis medicinal para los enfermos terminales.
Fue nombrada Secretaria Parlamentaria de Salud Regional y Rural y NSW Occidental el 24 de abril de 2015. Tras la dimisión de Mike Baird como primer ministro, Gladys Berejiklian fue elegida líder liberal y prestó juramento como primer ministro. Posteriormente, se formó el primer ministerio berejikliano con Mitchell juramentada como Ministra de Educación Infantil, Ministra de Asuntos Aborígenes y Ministra Adjunto de Educación a partir del 30 de enero de 2017. Después de las elecciones estatales de 2019, fue nombrada Ministra de Educación y Aprendizaje de la Primera Infancia en el segundo ministerio de Berejiklian, con efecto a partir del 2 de abril de 2019. También se convirtió en Vicepresidenta del Gobierno en el Consejo Legislativo.